# Комилла
Комилла (бенг. কুমিল্লা) — город с населением 406,8 тыс. человек (оценка на 2011 год) на юго-востоке Бангладеш, в области Читтагонг.
Город расположен на берегу реки Гумти.
- Городская улица